# Brittany O'Grady
Brittany O'Grady, född den 2 juni 1996 i Arlington i Virginia, är en amerikansk skådespelare.
Stewart har medverkat i TV-serierna Star 2016-2019, The White Lotus från 2021 The Consultant från 2023. Hon har även medverkat i filmen Sometimes I Think About Dying från 2023.

## Filmografi (i urval)
- 2016-2019: Star
- 2019: Black Christmas
- 2021: The White Lotus
- 2023: The Consultant
- 2023: Sometimes I Think About Dying
- 2025 – A House of Dynamite